# ليزا سيرجيو
ليزا سيرجيو (بالإنجليزية: Lisa Sergio)‏ هي موزعة ‏ وكاتِبة وصحفية أمريكية، ولدت في 17 مارس 1905 في فلورنسا في إيطاليا، وتوفيت في 22 يونيو 1989 في واشنطن العاصمة في الولايات المتحدة.